# تویوتا یاریس دبلیوآرسی
تویوتا یاریس دبلیوآرسی یک خودرو رالی جهانی بود که توسط تویوتا گازو ریسینگ دبلیوآرتی برای شرکت در مسابقات رالی قهرمانی جهان طراحی و ساخته شده بود.  این خودرو بر اساس تویوتا یاریس مبتنی تویوتا ویتز ساخته شده است و اولین خودرویی است که تویوتا از زمان کناره گیری از مسابقات قهرمانی در پایان فصل ۱۹۹۹ با آن در مسابقات رالی قهرمانی جهان شرکت کرده است تا بر برنامه های لمانز اولیه پروژه اولیه خود در فرمول یک تمرکز کند. این خودرو توسط  سباستین اوژیه، الفین ایوانز، اوت تاناک، کاله رووانپرا و تاکاموتو کاتسوتا رانندگی می شد.